# Ahrensburger Missbrauchsskandal
Der Missbrauchsskandal der evangelischen Kirche in Ahrensburg im Kreis Stormarn ist einer der größten Missbrauchsskandale in der evangelischen Kirche in Deutschland. Er wurde 2010 bekannt und führte 2018 zur Verabschiedung des ersten Kirchengesetzes zur Prävention und Intervention gegen sexualisierte Gewalt.
Stephan Kohn, seine Freundin und drei seiner Brüder wurden von seinem Stiefvater, dem lutherischen Pfarrer Gert-Dietrich Kohl in den 1970er- und 1980er-Jahren sexuell missbraucht. Im Dezember 1985 wandten sie sich wegen des Missbrauchs an einen anderen Pastor.
1990 entschied der Kirchenvorstand für eine Weiterbeschäftigung Kohls.
1999 wurde die zuständige Pröpstin Heide Emse informiert. Kohl wurde daraufhin durch das Kirchenamt als Seelsorger in ein Jugendgefängnis versetzt. 2010 gingen die ersten Betroffenen an die Öffentlichkeit, als die Taten verjährt waren. Kohl blieb straffrei, bat 2010 um seine Entlassung und konnte so nicht mehr disziplinarrechtlich belangt werden. Er veröffentlichte ein Entschuldigungsschreiben.
Stephan Kohn ließ die Geschichte 2010 von dem Nachrichtenmagazin Der Spiegel veröffentlichen.
Die Ahrensburger Opfer gründeten nach 2010 eine Betroffeneninitiative und die Bischöfin Kirsten Fehrs ließ eine unabhängige Studie der Nordkirche erstellen, die 2014 in einem fast 500 Seiten starken Untersuchungsbericht zu dem Ergebnis kam, dass der Ahrensburger Missbrauchsskandal um Kohns Stiefvater und dessen Co-Pfarrer kein Einzelfall gewesen ist, und weitere Missbrauchsfälle im kirchlichen Umfeld jahrelang vertuscht worden waren.
Als Konsequenz des Missbrauchsfalls in Ahrensburg verabschiedete die Landessynode der Nordkirche in Travemünde 2018 ein Kirchengesetz zur Prävention und Intervention gegen sexualisierte Gewalt.  Die Bischöfin Maria Jepsen erklärte wegen dieses größten Missbrauchsskandals in der evangelischen Kirche ihren Rücktritt.
Im Zusammenhang mit den Vorfällen wurden auch Vorwürfe gegen den Kollegen Kohls, Pastor Friedrich Hasselmann, und gegen Altbischof Karl Ludwig Kohlwage geäußert, den damaligen Propst in Stormarn, beide sollen frühzeitig informiert gewesen sein.
Die Ermittlungen der Lübecker Staatsanwaltschaft gegen Maria Jepsen und drei weitere Personen wegen Strafvereitelung wurden 2012 eingestellt, Strafvereitelung konnte nicht nachgewiesen werden.
Eine pauschale Entschädigung der Opfer lehnte die Nordkirche ab.

## Belege
1. ↑  Ahrensburger Pastor gesteht Missbrauch. In: Die Welt. 10. Dezember 2010, abgerufen am 24. Juli 2020.
2. ↑  Chronik eines Skandals. In: Hamburger Abendblatt. 21. Dezember 2011, abgerufen am 6. Juni 2020.
3. 1 2  Hanns-Bruno Kammertöns: Missbrauch: Im Schutzraum des Schweigens. In: Die Zeit. 22. Juli 2010, abgerufen am 5. Juni 2020.
4. ↑  Evangelische Kirche: Rücktritt einer Bischöfin: Ende der Stille. In: Der Tagesspiegel Online. ISSN 1865-2263 (tagesspiegel.de [abgerufen am 9. Juli 2025]).
5. ↑  Nina Apin: Der ganz normale Missbrauch: Wie sich sexuelle Gewalt gegen Kinder bekämpfen lässt. Ch. Links Verlag, 2020, ISBN 978-3-86284-475-3 (eingeschränkte Vorschau in der Google-Buchsuche).
6. ↑  Jürgen Dahlkamp, Ralf Hoppe: Die Küsse eines Hirten. In: Der Spiegel. 12. Juli 2010, abgerufen am 24. Juli 2020.
7. ↑  Andrea Maestro: Kein Vertrauen in die Kirche. In: taz. 6. März 2018, abgerufen am 24. Juli 2020. Synode beschließt Präventionsgesetz. NDR, 3. März 2018, abgerufen am 24. Juli 2020.
8. ↑  Matthias Popien: Altbischof Karl Ludwig Kohlwage im Zwielicht. In: Hamburger Abendblatt. 21. Dezember 2011, abgerufen am 6. Juni 2020 (deutsch).
9. ↑  Claudia Keller: Rücktritt einer Bischöfin: Ende der Stille. In: Der Tagesspiegel. 17. Juli 2010, abgerufen am 24. Juli 2020.
10. 1 2  Missbrauchsskandal der ev. Kirche in Ahrensburg. NDR, 10. Oktober 2019, abgerufen am 24. Juli 2020.
11. ↑  Jürgen Dahlkamp, Ralf Hoppe: Die Küsse eines Hirten. In: Der Spiegel. 12. Juli 2010, abgerufen am 24. Juli 2020.
12. ↑  Felix Bohr, Markus Feldenkirchen, Florian Gathmann, Julia Amalia Heyer, Valerie Höhne, Martin Knobbe, Dirk Kurbjuweit, Veit Medick, Ann-Katrin Müller, Christopher Piltz, Lydia Rosenfelder, Jonas Schaible, Christoph Schult, Christian Teevs, Severin Weiland, Wolf Wiedmann-Schmidt und Steffen Winter: Berlin Fears Populists Will Exploit Protest Movement. In: Der Spiegel. 15. Mai 2020, abgerufen am 24. Juli 2020 (englisch).
13. ↑  Nordkirche: Streit um Entschädigung bei Missbrauch. NDR, 10. Oktober 2019, abgerufen am 6. Juni 2020.